# Andrea Caracciolo
Andrea Caracciolo (Milán, 18 de septiembre de 1981) es un exfutbolista italiano que jugaba de delantero. Fue internacional con la selección de fútbol de Italia en dos ocasiones, entre los años 2004 y 2006.
Jugó en la Serie A con el Brescia Calcio, con el Perugia, con el Palermo, con la Sampdoria, con el Genoa y con el Novara Calcio, sumando en total 232 partidos disputados y 58 goles marcados en la máxima categoría del fútbol italiano.

## Selección nacional
Fue internacional con la selección de fútbol sub-21 de Italia con la que ganó la Eurocopa Sub-21 de 2004.
Debutó con la selección absoluta, siendo el seleccionador italiano Marcello Lippi, el 17 de noviembre de 2004, en un amistoso frente a la selección de fútbol de Finlandia.
El 16 de agosto de 2006 disputó su segundo, y último, partido con la selección, en un amistoso frente a la selección de fútbol de Croacia.

## Clubes
| Club                    | País   | Año       |
| ----------------------- | ------ | --------- |
| Como                    | Italia | 2000-2001 |
| Pro Vercelli (cedido)   | Italia | 2001      |
| Brescia Calcio          | Italia | 2001-2005 |
| Perugia Calcio (cedido) | Italia | 2002-2003 |
| U. S. C. Palermo        | Italia | 2005-2007 |
| U. C. Sampdoria         | Italia | 2007-2008 |
| Brescia Calcio          | Italia | 2008-2011 |
| Genoa C. F. C.          | Italia | 2011-2012 |
| Novara Calcio (cedido)  | Italia | 2012      |
| Brescia Calcio          | Italia | 2012-2018 |
| FeralpiSalò             | Italia | 2018-2020 |
| FC Lumezzane S.S.D.     | Italia | 2020-2022 |

## Palmarés

### Títulos internacionales
| Título          | Club (*)      | País     | Año  |
| --------------- | ------------- | -------- | ---- |
| Eurocopa Sub-21 | Italia sub-21 | Alemania | 2004 |

(*) Incluyendo la selección.